# Kid Ramos

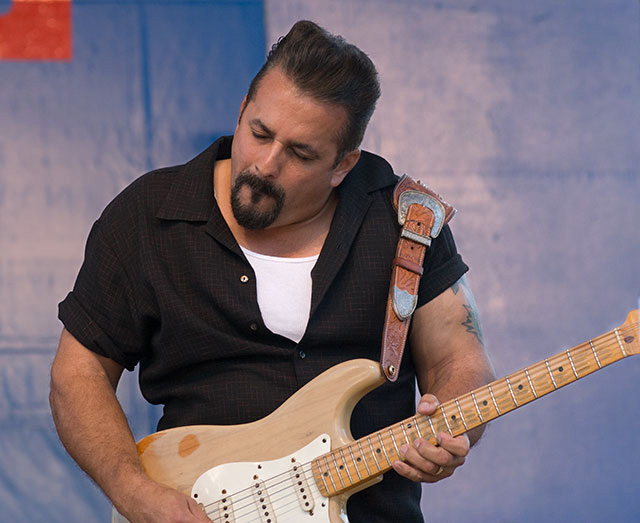
Kid Ramos 2008

Kid Ramos (* 13. Januar 1959 in Fullerton, Kalifornien; eigentlich David Ramos) ist ein US-amerikanischer Bluesrock-Gitarrist, der vor allem als Mitglied der Fabulous Thunderbirds bekannt wurde.
Schon im Alter von acht Jahren bekam der Sohn von zwei Opernsängern eine E-Gitarre mit Verstärker geschenkt. Als Teenager trat Ramos gelegentlich öffentlich auf. 1980 schloss er sich der Begleitband von James Harman an, bei der er bis 1988 blieb. Von da an spielte er zwar sporadisch bei Roomful of Blues, zog sich aber ansonsten zunächst aus der Musik-Szene zurück und arbeitete die folgenden sieben Jahre als Wasserlieferbote.
1994 gründete er dann mit Lynwood Slim die Big Rhythm Combo. Außerdem kam 1995 sein Solo-Debüt Two Hands One Heart auf den Markt. Noch im gleichen Jahr erhielt Ramos von Kim Wilson ein Angebot Gitarrist bei den Fabulous Thunderbirds zu werden. Ramos sagte zu und debütierte bei den T-Birds auf Roll the Dice. Nebenbei veröffentlichte er weiterhin regelmäßig Solo-Alben.

## Diskographie
- 1995 - Two Hands One Heart (Black Top Records)
- 1999 - Kid Ramos
- 2000 - West Coast House Party
- 2001 - Greasy Kid Stuff
- 2018 - Old School

| Personendaten    | Personendaten                        |
| ---------------- | ------------------------------------ |
| NAME             | Ramos, Kid                           |
| ALTERNATIVNAMEN  | Ramos, David (wirklicher Name)       |
| KURZBESCHREIBUNG | US-amerikanischer Bluesrockgitarrist |
| GEBURTSDATUM     | 13. Januar 1959                      |
| GEBURTSORT       | Fullerton, Kalifornien               |